# Zoran Janković (vaterpolist)
Zoran Janković (Zenica, 8. siječnja 1940. – 25. svibnja 2002.), srbijanski vaterpolist, olimpijski pobjednik iz Meksika 1968. i srebrni s Olimpijskih igara u Tokiju 1964.
Igrao je za beogradski Partizan.